# جان گیلت
جان گیلِت (۱۹۹۵-۱۹۲۵) فیلم‌شناس و پژوهشگر انگلیسی بود که ۴۴ سال در بنیاد فیلم بریتانیا کار کرد. سالِ ۱۹۶۵ از داورانِ پانزدهمین جشنواره بین‌المللی فیلم برلین و سالِ ۱۹۹۴ از داورانِ جشنواره بین‌المللی فیلم کارلووی واری بود. در سالِ ۱۹۹۵، سالِ مرگش، نشان امپراتوری بریتانیا گرفت. سالِ بعد فیلمی دربارهٔ زندگیش در بنیاد فیلم بریتانیا ساخته شد.